# Torneio de Roland Garros de 2018
O Torneio de Roland Garros de 2018 foi um torneio de tênis disputado nas quadras de saibro do Stade Roland Garros, em Paris, na França, entre 27 de maio e 10 de junho. Corresponde à 51ª edição da era aberta e à 117ª de todos os tempos.
O espanhol Rafael Nadal defendeu o título masculino de simples conquistado em 2017, aumentando o recorde de vitórias em um único Grand Slam para 11 ao derrotar o austríaco Dominic Thiem. Jelena Ostapenko, que defendia o título feminino de simples, foi derrotada na primeira rodada por Kateryna Kozlova. Simona Halep conquistou seu primeiro título de Grand Slam ao derrotar Sloane Stephens. Foi a primeira vez desde 1969 que os cabeças de chave de ambas as chaves nº 1 de simples se sagraram campeões do torneio.
Nas duplas masculinas, os franceses Pierre-Hugues Herbert e Nicolas Mahut venceram o terceiro Grand Slam de suas carreiras, e o primeiro em sua terra natal. As tchecas Barbora Krejčíková e Kateřina Siniaková foram campeãs nas duplas femininas. Já nas duplas mistas, Latisha Chan e Ivan Dodig se sagraram campeões.

## Novas regras
A partir deste an, o tempo para saque será de vinte e cinco segundos - anteriormente, o tempo era de vinte -, e haverá um cronômetro visível em quadra para fiscalizar.
Nos eventos juvenis, não será marcado let nos serviços.

## Transmissão
Esta é a lista de países e canais designados a transmitir o torneio durante a edição em questão:
Países lusófonos

| País(es) | Canal(is)       |
| -------- | --------------- |
| Brasil   | Band BandSports |
| Portugal | Eurosport       |

Resto do mundo
| País(es)             | Canal(is)                      |
| Países avulsos       |                                |
| -------------------- | ------------------------------ |
| Albânia              | RTSH                           |
| Austrália            | Fox Sports Austrália [en] SBS  |
| Áustria              | ORF                            |
| Bélgica              | VRT (RTBF)                     |
| Bielorrússia         | TVR                            |
| Bósnia e Herzegovina | RTRS [en]                      |
| Bulgária             | BNT                            |
| Canadá               | RDS [en] TSN                   |
| Chéquia              | Česka Televize                 |
| China                | CCTV-5 QQ                      |
| Chipre               | RIK News [en]                  |
| Coreia do Sul        | JTBC                           |
| Croácia              | HRT                            |
| Eslovénia            | RTV                            |
| Estados Unidos       | NBC Sports Tennis Channel      |
| Estónia              | Eesti Meedia [en]              |
| Finlândia            | Yle                            |
| França               | Francetv Sport Eurosport       |
| Geórgia              | Silknet [en]                   |
| Índia                | Star Sports                    |
| Irlanda              | Eir Sport [en]                 |
| Japão                | WOWOW TV Tokyo                 |
| Macedónia            | MTN                            |
| Nova Zelândia        | Sky [en]                       |
| Reino Unido          | itv Sport                      |
| Sérvia               | RTS                            |
| Suíça                | SRG SSR                        |
| Tailândia            | Channel 7                      |
| Regiões              |                                |
| África               | Canal+ Afrique [en] SuperSport |
| América espanhola    | ESPN                           |
| Ásia                 | Fox Sports (Ásia)              |
| Europa               | Eurosport                      |
| Oriente Médio        | beIN Sports                    |

## Pontuação e premiação

### Distribuição de pontos
ATP e WTA informam suas pontuações em Grand Slam, distintas entre si, em simples e em duplas. A ITF responde exclusivamente pelos juvenis e cadeirantes.
Considerados torneios amistosos, os de duplas mistas e lendárias não geram pontos.
No juvenil, os simplistas jogam duas fases de qualificatório, mas só os que passam à chave principal pontuam. Em duplas, a pontuação é por jogador. A partir da fase com 16, os competidores recebem pontos adicionais de bônus (os valores da tabela já somam as duas pontuações).

#### Profissional
| Evento            | V    | F    | SF  | QF  | R16 | R32 | R64 | R128 | Q  | Q3 | Q2 | Q1 |
| Simples masculino | 2000 | 1200 | 720 | 360 | 180 | 90  | 45  | 10   | 25 | 16 | 8  | 0  |
| Duplas masculinas | 2000 | 1200 | 720 | 360 | 180 | 90  | 0   | —    | —  | —  | —  | —  |
| Simples feminino  | 2000 | 1300 | 780 | 430 | 240 | 130 | 70  | 10   | 40 | 30 | 20 | 2  |
| Duplas femininas  | 2000 | 1300 | 780 | 430 | 240 | 130 | 10  | —    | —  | —  | —  | —  |

| Evento            | V   | F   | SF  | QF  | R16 | R32 | R64 | Q  | Q2 | Q1 |
| Simples Masculino | 375 | 270 | 180 | 120 | 75  | 30  | 25* | 20 | 0  | 0  |
| Simples Feminino  | 375 | 270 | 180 | 120 | 75  | 30  | 25* | 20 | 0  | 0  |
| Duplas Masculinas | 270 | 180 | 120 | 75  | 45  | 0   | —   | —  | —  | —  |
| Duplas Femininas  | 270 | 180 | 120 | 75  | 45  | 0   | —   | —  | —  | —  |

| Evento  | V   | F   | SF/3º lugar | QF/4º lugar |
| Simples | 800 | 500 | 375         | 100         |
| Duplas  | 800 | 500 | 100         | —           |

### Premiação
A premiação geral aumentou 9% em relação a 2017. Os títulos de simples tiveram um acréscimo de € 100.000 cada.
O número de participantes em simples se difere somente na fase qualificatória (128 homens contra 96 mulheres). Os valores para duplas são por par. Diferentemente da pontuação, não há recompensa aos vencedores do qualificatório.
As duplas lendárias jogam três eventos: acima e abaixo de 45 anos no masculino e sem limite de idade no feminino. Homens ganham mais que as mulheres. Os juvenis não são pagos.
| Evento                 | V           | F           | SF        | QF        | Últimos 16 | Últimos 32 | Últimos 64 | Últimos 128 | Q3        | Q2        | Q1        |
| Contemplados           | 1           | 1           | 2         | 4         | 8          | 16         | 32         | 64          | 16H / 12M | 32H / 24M | 64H / 48M |
| Simples (2)            | € 2.200.000 | € 1.120.000 | € 560.000 | € 380.000 | € 222.000  | € 130.000  | € 79.000   | € 40.000    | € 21.000  | € 11.000  | € 6.000   |
| Duplas (2)             | € 560.000   | € 280.000   | € 139.000 | € 76.000  | € 41.000   | € 22.000   | € 11.000   | —           | —         | —         | —         |
| Duplas mistas          | € 120.000   | € 60.500    | € 30.000  | € 17.000  | € 9.500    | € 4.750    | —          | —           | —         | —         | —         |
| Simples cadeirante (2) | € 46.300    | € 23.200    | € 12.000  | € 6.000   | —          | —          | —          | —           | —         | —         | —         |
| Duplas cadeirantes (2) | € 13.800    | € 6.900     | € 4.200   | —         | —          | —          | —          | —           | —         | —         | —         |
| Duplas lendárias (3)   | € 40.000    | € 28.000    | € 22.000* | € 18.000* | —          | —          | —          | —           | —         | —         | —         |

Total dos eventos acima: € 37.789.700
Per diem (estimado): € 1.407.300
Total da premiação: € 39.197.000

## Cabeças de chave
Cabeças baseados(as) nos rankings de 21 de maio de 2018. Dados de Ranking e Pontos anteriores são de 28 de maio de 2018.
A colocação individual nos rankings de duplas masculinas e femininas ajudam a definir os cabeças de chaves nestas categorias e também na de mistas.
Em verde, o(s) cabeça(s) de chave campeão(ões). Em vermelho, o(s) vice-campeão(ões).

### Simples

#### Masculino
| Cabeça | Ranking | Jogador               | Pontos anteriores | Pontos a defender | Pontos conquistados | Nova pontuação | Eliminado na | Eliminado por             |
| ------ | ------- | --------------------- | ----------------- | ----------------- | ------------------- | -------------- | ------------ | ------------------------- |
| 1      | 1       | Rafael Nadal          | 8.770             | 2.000             | 2.000               | 8.770          | Campeão      | –                         |
| 2      | 3       | Alexander Zverev      | 5.615             | 10                | 360                 | 5.965          | QF           | Dominic Thiem [7]         |
| 3      | 4       | Marin Čilić           | 4.950             | 360               | 360                 | 4.950          | QF           | Juan Martín del Potro [5] |
| 4      | 5       | Grigor Dimitrov       | 4.870             | 90                | 90                  | 4.870          | 3ª fase      | Fernando Verdasco [30]    |
| 5      | 6       | Juan Martín del Potro | 4.450             | 90                | 720                 | 5.080          | SF           | Rafael Nadal [1]          |
| 6      | 7       | Kevin Anderson        | 3.635             | 180               | 180                 | 3.635          | 4ª fase      | Diego Schwartzman [11]    |
| 7      | 8       | Dominic Thiem         | 3.355             | 720               | 1.200               | 3.835          | F            | Rafael Nadal [1]          |
| 8      | 9       | David Goffin          | 3.020             | 90                | 180                 | 3.110          | 4ª fase      | Marco Cecchinato          |
| 9      | 10      | John Isner            | 2.980             | 90                | 180                 | 3.070          | 4ª fase      | Juan Martín del Potro [5] |
| 10     | 11      | Pablo Carreño Busta   | 2.415             | 360               | 90                  | 2.145          | 3ª fase      | Marco Cecchinato          |
| 11     | 12      | Diego Schwartzman     | 2.165             | 90                | 360                 | 2.435          | QF           | Rafael Nadal [1]          |
| 12     | 15      | Sam Querrey           | 2.095             | 10                | 45                  | 2.130          | 2ª fase      | Gilles Simon              |
| 13     | 13      | Roberto Bautista Agut | 2.120             | 180               | 90                  | 1.985          | 3ª fase      | Novak Djokovic [20]       |
| 14     | 14      | Jack Sock             | 2.110             | 10                | 10                  | 2.110          | 1ª fase      | Jürgen Zopp [LL]          |
| 15     | 16      | Lucas Pouille         | 2.030             | 90                | 90                  | 2.030          | 3ª fase      | Karen Khachanov           |
| 16     | 17      | Kyle Edmund           | 1.950             | 90                | 90                  | 1.950          | 3ª fase      | Fabio Fognini [18]        |
| 17     | 20      | Tomáš Berdych         | 1.750             | 45                | 10                  | 1.715          | 1ª fase      | Jérémy Chardy             |
| 18     | 18      | Fabio Fognini         | 1.940             | 90                | 180                 | 2.030          | 4ª fase      | Marin Čilić [3]           |
| 19     | 21      | Kei Nishikori         | 1.710             | 360               | 180                 | 1.530          | 4ª fase      | Dominic Thiem [7]         |
| 20     | 22      | Novak Djokovic        | 1.665             | 360               | 360                 | 1.665          | QF           | Marco Cecchinato          |
| 22     | 24      | Philipp Kohlschreiber | 1.620             | 10                | 10                  | 1.620          | 1ª fase      | Borna Ćorić               |
| 23     | 30      | Stan Wawrinka         | 1.400             | 1.200             | 10                  | 210            | 1ª fase      | Guillermo García López    |
| 24     | 25      | Denis Shapovalov      | 1.573             | (10)†             | 45                  | 1.608          | 2ª fase      | Maximilian Marterer       |
| 25     | 26      | Adrian Mannarino      | 1.535             | 10                | 10                  | 1.535          | 1ª fase      | Steve Johnson             |
| 26     | 29      | Damir Džumhur         | 1.415             | 10                | 90                  | 1.495          | 3ª fase      | Alexander Zverev [2]      |
| 27     | 32      | Richard Gasquet       | 1.395             | 90                | 90                  | 1.395          | 3ª fase      | Rafael Nadal [1]          |
| 28     | 33      | Feliciano López       | 1.375             | 90                | 10                  | 1.295          | 1ª fase      | Sergiy Stakhovsky [LL]    |
| 29     | 34      | Gilles Müller         | 1.300             | 10                | 10                  | 1.300          | 1ª fase      | Ernests Gulbis [Q]        |
| 30     | 35      | Fernando Verdasco     | 1.280             | 180               | 180                 | 1.280          | 4ª fase      | Novak Djokovic [20]       |
| 31     | 36      | Albert Ramos Viñolas  | 1.260             | 180               | 90                  | 1.170          | 3ª fase      | Juan Martín del Potro [5] |
| 32     | 37      | Gaël Monfils          | 1.220             | 180               | 90                  | 1.130          | 3ª fase      | David Goffin [8]          |

##### Desistências
| Ranking | Jogador          | Pontos anteriores | Pontos a defender | Nova pontuação | Motivo                                                                         |
| ------- | ---------------- | ----------------- | ----------------- | -------------- | ------------------------------------------------------------------------------ |
| 2       | Roger Federer    | 8.670             | 0                 | 8.670          | Mudança de agenda                                                              |
| 19      | Chung Hyeon      | 1.775             | 90                | 1.685          | Lesão no tornozelo direito                                                     |
| 23      | Nick Kyrgios     | 1.630             | 45                | 1.585          | Lesão no cotovelo direito. Desistiu após a chave ser definida. Era o cabeça 21 |
| 27      | Filip Krajinović | 1.506             | (15)              | 1.491          | Lesão na perna                                                                 |
| 28      | Milos Raonic     | 1.435             | 180               | 1.255          | Lesão no joelho direito                                                        |
| 31      | Andrey Rublev    | 1.397             | 26                | 1.371          | Lesão nas costas                                                               |

#### Feminino
| Cabeça | Ranking | Jogadora                 | Pontos anteriores | Pontos a defender | Pontos conquistados | Nova pontuação | Eliminada na | Eliminada por            |
| ------ | ------- | ------------------------ | ----------------- | ----------------- | ------------------- | -------------- | ------------ | ------------------------ |
| 1      | 1       | Simona Halep             | 7.270             | 1.300             | 2.000               | 7.970          | Campeã       | –                        |
| 2      | 2       | Caroline Wozniacki       | 6.935             | 430               | 240                 | 6.745          | 4ª fase      | Daria Kasatkina [14]     |
| 3      | 3       | Garbiñe Muguruza         | 6.010             | 240               | 780                 | 6.550          | SF           | Simona Halep [1]         |
| 4      | 4       | Elina Svitolina          | 5.505             | 430               | 130                 | 5.205          | 3ª fase      | Mihaela Buzărnescu [31]  |
| 5      | 5       | Jeļena Ostapenko         | 5.382             | 2.000             | 10                  | 3.392          | 1ª fase      | Kateryna Kozlova         |
| 6      | 6       | Karolína Plíšková        | 5.335             | 780               | 130                 | 4.685          | 3ª fase      | Maria Sharapova [28]     |
| 7      | 7       | Caroline Garcia          | 5.160             | 430               | 240                 | 4.970          | 4ª fase      | Angelique Kerber [12]    |
| 8      | 8       | Petra Kvitová            | 4.550             | 70                | 130                 | 4.610          | 3ª fase      | Anett Kontaveit [25]     |
| 9      | 9       | Venus Williams           | 4.201             | 240               | 10                  | 3.971          | 1ª fase      | Wang Qiang               |
| 10     | 10      | Sloane Stephens          | 4.164             | (1)               | 1.300               | 5.463          | F            | Simona Halep [1]         |
| 11     | 11      | Julia Görges             | 3.090             | 10                | 130                 | 3.210          | 3ª fase      | Serena Williams [PR]     |
| 12     | 12      | Angelique Kerber         | 3.040             | 10                | 430                 | 3.460          | QF           | Simona Halep [1]         |
| 13     | 13      | Madison Keys             | 2.826             | 70                | 780                 | 3.536          | SF           | Sloane Stephens [10]     |
| 14     | 14      | Daria Kasatkina          | 2.825             | 130               | 430                 | 3.125          | QF           | Sloane Stephens [10]     |
| 15     | 15      | Coco Vandeweghe          | 2.533             | 10                | 70                  | 2.593          | 2ª fase      | Lesia Tsurenko           |
| 16     | 16      | Elise Mertens            | 2.525             | 130               | 240                 | 2.635          | 4ª fase      | Simona Halep [1]         |
| 17     | 17      | Ashleigh Barty           | 2.360             | 10                | 70                  | 2.420          | 2ª fase      | Serena Williams [PR]     |
| 18     | 22      | Kiki Bertens             | 2.030             | 70                | 130                 | 2.090          | 3ª fase      | Angelique Kerber [12]    |
| 19     | 18      | Magdaléna Rybáriková     | 2.225             | 70+140            | 130+55              | 2.200          | 3ª fase      | Lesia Tsurenko           |
| 20     | 19      | Anastasija Sevastova     | 2.225             | 130               | 10                  | 2.105          | 1ª fase      | Mariana Duque Mariño [Q] |
| 21     | 20      | Naomi Osaka              | 2.150             | 10                | 130                 | 2.270          | 3ª fase      | Madison Keys [13]        |
| 22     | 21      | Johanna Konta            | 2.050             | 10                | 10                  | 2.050          | 1ª fase      | Yulia Putintseva         |
| 23     | 23      | Carla Suárez Navarro     | 1.876             | 240               | 70                  | 1.706          | 2ª fase      | Maria Sakkari            |
| 24     | 25      | Daria Gavrilova          | 1.690             | 10                | 130                 | 1.810          | 3ª fase      | Elise Mertens [16]       |
| 25     | 24      | Anett Kontaveit          | 1.765             | 70                | 240                 | 1.935          | 4ª fase      | Sloane Stephens [10]     |
| 26     | 26      | Barbora Strýcová         | 1.660             | 70                | 240                 | 1.830          | 4ª fase      | Yulia Putintseva         |
| 27     | 27      | Zhang Shuai              | 1.605             | 130               | 70                  | 1.545          | 2ª fase      | Irina-Camelia Begu       |
| 28     | 30      | Maria Sharapova          | 1.513             | 0                 | 430                 | 1.943          | QF           | Garbiñe Muguruza [3]     |
| 29     | 31      | Kristina Mladenovic      | 1.446             | 430               | 10                  | 1.026          | 1ª fase      | Andrea Petkovic          |
| 30     | 28      | Anastasia Pavlyuchenkova | 1.596             | 70                | 70                  | 1.596          | 2ª fase      | Samantha Stosur          |
| 31     | 33      | Mihaela Buzărnescu       | 1.383             | (80)              | 240                 | 1.543          | 4ª fase      | Madison Keys [13]        |
| 32     | 34      | Alizé Cornet             | 1.350             | 240               | 70                  | 1.180          | 2ª fase      | Pauline Parmentier [WC]  |

##### Desistências
| Ranking | Jogadora            | Pontos anteriores | Pontos a defender | Nova pontuação | Motivo           |
| ------- | ------------------- | ----------------- | ----------------- | -------------- | ---------------- |
| 29      | Agnieszka Radwańska | 1.526             | 130               | 1.396          | Lesão nas costas |

### Duplas
| Cabeça | Ranking | Equipe                | Equipe                 |
| ------ | ------- | --------------------- | ---------------------- |
| 1      | 5       | Łukasz Kubot          | Marcelo Melo           |
| 2      | 5       | Oliver Marach         | Mate Pavić             |
| 3      | 15      | Henri Kontinen        | John Peers             |
| 4      | 23      | Jamie Murray          | Bruno Soares           |
| 5      | 24      | Juan Sebastián Cabal  | Robert Farah           |
| 6      | 37      | Pierre-Hugues Herbert | Nicolas Mahut          |
| 7      | 42      | Aisam-ul-Haq Qureshi  | Jean-Julien Rojer      |
| 8      | 44      | Nikola Mektić         | Alexander Peya         |
| 9      | 45      | Ivan Dodig            | Rajeev Ram             |
| 10     | 46      | Raven Klaasen         | Michael Venus          |
| 11     | 47      | Pablo Cuevas          | Marcel Granollers      |
| 12     | 48      | Feliciano López       | Marc López             |
| 13     | 52      | Rohan Bopanna         | Édouard Roger-Vasselin |
| 14     | 61      | Ben McLachlan         | Jan-Lennard Struff     |
| 15     | 71      | Julio Peralta         | Horacio Zeballos       |
| 16     | 74      | Mike Bryan            | Sam Querrey            |

| Cabeça | Ranking | Equipe                    | Equipe                      |
| ------ | ------- | ------------------------- | --------------------------- |
| 1      | 12      | Tímea Babos               | Kristina Mladenovic         |
| 2      | 13      | Andrea Sestini Hlaváčková | Barbora Strýcová            |
| 3      | 26      | Andreja Klepač            | María José Martínez Sánchez |
| 4      | 28      | Latisha Chan              | Bethanie Mattek-Sands       |
| 5      | 28      | Gabriela Dabrowski        | Xu Yifan                    |
| 6      | 34      | Barbora Krejčíková        | Kateřina Siniaková          |
| 7      | 38      | Ashleigh Barty            | Coco Vandeweghe             |
| 8      | 38      | Chan Hao-ching            | Yang Zhaoxuan               |
| 9      | 42      | Kiki Bertens              | Johanna Larsson             |
| 10     | 47      | Jeļena Ostapenko          | Elena Vesnina               |
| 11     | 50      | Raquel Atawo              | Anna-Lena Grönefeld         |
| 12     | 53      | Elise Mertens             | Demi Schuurs                |
| 13     | 53      | Nicole Melichar           | Květa Peschke               |
| 14     | 84      | Shuko Aoyama              | Miyu Kato                   |
| 15     | 84      | Alicja Rosolska           | Abigail Spears              |
| 16     | 91      | Nadiia Kichenok           | Anastasia Rodionova         |

#### Mistas
| Cabeça | Ranking | Equipe              | Equipe            |
| ------ | ------- | ------------------- | ----------------- |
| 1      | 12      | Gabriela Dabrowski  | Mate Pavić        |
| 2      | 17      | Latisha Chan        | Ivan Dodig        |
| 3      | 19      | Xu Yifan            | Oliver Marach     |
| 4      | 21      | Kateřina Siniaková  | Jamie Murray      |
| 5      | 23      | Andreja Klepač      | Jean-Julien Rojer |
| 6      | 26      | Chan Hao-ching      | Michael Venus     |
| 7      | 28      | Tímea Babos         | Rohan Bopanna     |
| 8      | 31      | Anna-Lena Grönefeld | Robert Farah      |

## Convidados à chave principal
Os jogadores a seguir receberam convite para disputar diretamente a chave principal baseados em seleções internas e recentes desempenhos.

### Simples
| Masculino | Feminino |
| --- | --- |
| - Grégoire Barrère - Elliot Benchetrit - Alex de Minaur - Calvin Hemery - Maxime Janvier - Nicolas Mahut - Corentin Moutet - Noah Rubin | - Fiona Ferro - Myrtille Georges - Amandine Hesse - Chloé Paquet - Pauline Parmentier - Jessika Ponchet - Taylor Townsend - Isabelle Wallace |

### Duplas
| Masculinas | Femininas | Mistas |
| --- | --- | --- |
| - Geoffrey Blancaneaux / Constant Lestienne - Benjamin Bonzi / Grégoire Jacq - Jérémy Chardy / Daniel Nestor - Corentin Denolly / Alexandre Müller - Hugo Gaston / Clément Tabur - Antoine Hoang / Ugo Humbert - Florian Lakat / Arthur Rinderknech | - Tessah Andrianjafitrimo / Fiona Ferro - Manon Arcangioli / Shérazad Reix - Clara Burel / Diane Parry - Sara Cakarevic / Jessika Ponchet - Amandine Hesse / Pauline Parmentier - Virginie Razzano / Jade Suvrijn - Serena Williams / Venus Williams | - Tessah Andrianjafitrimo / Ugo Humbert - Sara Cakarevic / Alexandre Müller - Fiona Ferro / Evan Furness - Kristina Mladenovic / Alexis Musialek - Chloé Paquet / Benoît Paire - Pauline Parmentier / Grégoire Barrère |

## Qualificados à chave principal
O qualificatório aconteceu no Stade Roland Garros entre 21 e 25 de maio de 2018.

### Simples
| Masculino | Feminino |
| --- | --- |
| 1. Adam Pavlásek 2. Ilya Ivashka 3. Thomaz Bellucci 4. Ernests Gulbis 5. Casper Ruud 6. Rogério Dutra Silva 7. Denis Kudla 8. Santiago Giraldo 9. Guido Andreozzi 10. Martin Kližan 11. Jaume Munar 12. Bernard Tomic 13. Elias Ymer 14. Jozef Kovalík 15. Hubert Hurkacz 16. Carlos Taberner | 1. Richèl Hogenkamp 2. Rebecca Peterson 3. Deborah Chiesa 4. Caroline Dolehide 5. Magdalena Fręch 6. Viktorija Golubic 7. Mariana Duque Mariño 8. Barbora Krejčíková 9. Georgina García Pérez 10. Francesca Schiavone 11. Grace Min 12. Alexandra Dulgheru |

Lucky losers
| 1. Sergiy Stakhovsky 2. Peter Polansky 3. Jürgen Zopp 4. Oscar Otte 5. Simone Bolelli 6. Ruben Bemelmans 7. Mohamed Safwat 8. Marco Trungelliti | 1. Arantxa Rus 2. Dalila Jakupović |

## Eliminações em simples

### Masculino
| Final                     | Final                     | Final                      | Final                      |
| ------------------------- | ------------------------- | -------------------------- | -------------------------- |
| Dominic Thiem [7]         |                           |                            |                            |
| Semifinais                |                           |                            |                            |
| Juan Martín del Potro [5] | Juan Martín del Potro [5] | Marco Cecchinato           | Marco Cecchinato           |
| Quartas de final          |                           |                            |                            |
| Diego Schwartzman [11]    | Marin Čilić [3]           | Novak Djokovic [20]        | Alexander Zverev [2]       |
| Quarta fase               |                           |                            |                            |
| Maximilian Marterer       | Kevin Anderson [6]        | Fabio Fognini [18]         | John Isner [9]             |
| David Goffin [8]          | Fernando Verdasco [30]    | Kei Nishikori [19]         | Karen Khachanov            |
| Terceira fase             |                           |                            |                            |
| Richard Gasquet [27]      | Jürgen Zopp (LL)          | Borna Ćorić                | Mischa Zverev              |
| Steve Johnson             | Kyle Edmund [16]          | Pierre-Hugues Herbert      | Albert Ramos Viñolas [31]  |
| Gaël Monfils [32]         | Pablo Carreño Busta [10]  | Roberto Bautista Agut [13] | Grigor Dimitrov [4]        |
| Matteo Berrettini         | Gilles Simon              | Lucas Pouille [15]         | Damir Džumhur [26]         |
| Segunda fase              |                           |                            |                            |
| Guido Pella               | Malek Jaziri              | Denis Shapovalov [24]      | Ruben Bemelmans (LL)       |
| Adam Pavlásek (Q)         | Thomas Fabbiano           | Sergiy Stakhovsky (LL)     | Pablo Cuevas               |
| Hubert Hurkacz (Q)        | Jan-Lennard Struff        | Elias Ymer (Q)             | Márton Fucsovics           |
| Horacio Zeballos          | Jérémy Chardy             | Casper Ruud (Q)            | Julien Benneteau           |
| Corentin Moutet (WC)      | Martin Kližan (Q)         | Marco Trungelliti (LL)     | Federico Delbonis          |
| Santiago Giraldo (Q)      | Jaume Munar (Q)           | Guido Andreozzi (Q)        | Jared Donaldson            |
| Stefanos Tsitsipas        | Ernests Gulbis (Q)        | Benoît Paire               | Sam Querrey [12]           |
| Cameron Norrie            | Guillermo García López    | Radu Albot                 | Dušan Lajović              |
| Primeira fase             |                           |                            |                            |
| Simone Bolelli (LL)       | João Sousa                | Mikhail Youzhny            | Andreas Seppi              |
| John Millman              | Ryan Harrison             | Yuki Bhambri               | Jack Sock [14]             |
| Calvin Hemery (WC)        | Mirza Bašić               | Matthew Ebden              | Philipp Kohlschreiber [22] |
| Feliciano López [28]      | Florian Mayer             | Aljaž Bedene               | Paolo Lorenzi              |
| James Duckworth (PR)      | Tennys Sandgren           | Evgeny Donskoy             | Adrian Mannarino [25]      |
| Pablo Andújar (PR)        | Dudi Sela                 | Vasek Pospisil             | Alex de Minaur (WC)        |
| Noah Rubin (WC)           | Yūichi Sugita             | Peter Polansky (LL)        | Tomáš Berdych [17]         |
| Mikhail Kukushkin         | Jordan Thompson           | Leonardo Mayer             | Nicolas Mahut (WC)         |
| Robin Haase               | Ivo Karlović              | Laslo Đere                 | Elliot Benchetrit (WC)     |
| Bernard Tomic (Q)         | Marius Copil              | Thomaz Bellucci (Q)        | Jozef Kovalík (Q)          |
| Denis Istomin             | Marcos Baghdatis          | David Ferrer               | Rogério Dutra Silva (Q)    |
| Yoshihito Nishioka (PR)   | Taylor Fritz              | Nicolás Jarry              | Mohamed Safwat (LL)        |
| Ilya Ivashka (Q)          | Carlos Taberner (Q)       | Oscar Otte (LL)            | Gilles Müller [29]         |
| Maxime Janvier (WC)       | Roberto Carballés Baena   | Nikoloz Basilashvili       | Frances Tiafoe             |
| Daniil Medvedev           | Peter Gojowczyk           | Andreas Haider-Maurer (PR) | Stan Wawrinka [23]         |
| Denis Kudla (Q)           | Grégoire Barrère (WC)     | Jiří Veselý                | Ričardas Berankis          |

### Feminino
| Final                     | Final                         | Final                    | Final                     |
| ------------------------- | ----------------------------- | ------------------------ | ------------------------- |
| Sloane Stephens [10]      |                               |                          |                           |
| Semifinais                |                               |                          |                           |
| Garbiñe Muguruza [3]      | Garbiñe Muguruza [3]          | Madison Keys [13]        | Madison Keys [13]         |
| Quartas de final          |                               |                          |                           |
| Angelique Kerber [12]     | Maria Sharapova [28]          | Yulia Putintseva         | Daria Kasatkina [14]      |
| Quarta fase               |                               |                          |                           |
| Elise Mertens [16]        | Caroline Garcia [7]           | Lesia Tsurenko           | Serena Williams (PR)      |
| Barbora Strýcová [26]     | Mihaela Buzărnescu [31]       | Anett Kontaveit [25]     | Caroline Wozniacki [2]    |
| Terceira fase             |                               |                          |                           |
| Andrea Petkovic           | Daria Gavrilova [24]          | Kiki Bertens [18]        | Irina-Camelia Begu        |
| Samantha Stosur           | Magdaléna Rybáriková [19]     | Julia Görges [11]        | Karolína Plíšková [6]     |
| Kateřina Siniaková        | Wang Qiang                    | Naomi Osaka [21]         | Elina Svitolina [4]       |
| Petra Kvitová [8]         | Camila Giorgi                 | Maria Sakkari            | Pauline Parmentier (WC)   |
| Segunda fase              |                               |                          |                           |
| Taylor Townsend (WC)      | Bethanie Mattek-Sands (PR)    | Bernarda Pera            | Heather Watson            |
| Ana Bogdan                | Aliaksandra Sasnovich         | Zhang Shuai [27]         | Peng Shuai                |
| Fiona Ferro (WC)          | Anastasia Pavlyuchenkova [30] | Belinda Bencic           | CoCo Vandeweghe [15]      |
| Alison Van Uytvanck       | Ashleigh Barty [17]           | Donna Vekić              | Lucie Šafářová            |
| Kateryna Kozlova          | Ekaterina Makarova            | Jennifer Brady           | Petra Martić              |
| Caroline Dolehide (Q)     | Zarina Diyas                  | Rebecca Peterson (Q)     | Viktória Kužmová          |
| Lara Arruabarrena         | Alexandra Dulgheru (Q)        | Mariana Duque Mariño (Q) | Magdalena Fręch (Q)       |
| Kirsten Flipkens          | Carla Suárez Navarro [23]     | Alizé Cornet [32]        | Georgina García Pérez (Q) |
| Primeira fase             |                               |                          |                           |
| Alison Riske              | Myrtille Georges (WC)         | Johanna Larsson          | Kristina Mladenovic [29]  |
| Sorana Cîrstea            | Elena Vesnina                 | Océane Dodin             | Varvara Lepchenko         |
| Mona Barthel              | Markéta Vondroušová           | Denisa Allertová         | Aryna Sabalenka           |
| Kristína Kučová (PR)      | Anna Karolína Schmiedlová     | Aleksandra Krunić        | Duan Yingying             |
| Svetlana Kuznetsova       | Carina Witthöft               | Yanina Wickmayer         | Polona Hercog             |
| Luksika Kumkhum           | Deborah Chiesa (Q)            | Stefanie Vögele          | Laura Siegemund           |
| Dominika Cibulková        | Isabelle Wallace (WC)         | Kristýna Plíšková        | Natalia Vikhlyantseva     |
| Richèl Hogenkamp (Q)      | Kateryna Bondarenko           | Jessika Ponchet (WC)     | Barbora Krejčíková (Q)    |
| Jeļena Ostapenko [5]      | Victoria Azarenka (PR)        | Zheng Saisai (PR)        | Kurumi Nara               |
| Johanna Konta [22]        | Amandine Hesse (WC)           | Wang Yafan               | Venus Williams [9]        |
| Sachia Vickery            | Viktorija Golubic (Q)         | Magda Linette            | Sofia Kenin               |
| Vania King (PR)           | Hsieh Su-wei                  | Francesca Schiavone (Q)  | Ajla Tomljanović          |
| Verónica Cepede Royg      | Tímea Babos                   | Christina McHale         | Madison Brengle           |
| Anastasija Sevastova [20] | Grace Min (Q)                 | Ekaterina Alexandrova    | Arantxa Rus (LL)          |
| Kaia Kanepi               | Tatjana Maria                 | Mandy Minella (PR)       | Ana Konjuh                |
| Sara Errani               | Chloé Paquet (WC)             | Dalila Jakupović (LL)    | Danielle Collins          |

## Finais

### Profissional
| Categoria | Evento    | Campeã(s)(o/ões)                      | Vice-campeã(s)(o/ões)         | Resultado         | Chave(s)  | Chave(s)       |
| --------- | --------- | ------------------------------------- | ----------------------------- | ----------------- | --------- | -------------- |
| Simples   | Masculino | Rafael Nadal                          | Dominic Thiem                 | 6–4, 6–3, 6–2     | principal | qualificatório |
| Simples   | Feminino  | Simona Halep                          | Sloane Stephens               | 3–6, 6–4, 6–1     | principal | qualificatório |
| Duplas    | Masculino | Pierre-Hugues Herbert Nicolas Mahut   | Oliver Marach Mate Pavić      | 6–2, 7–64         | principal | principal      |
| Duplas    | Feminino  | Barbora Krejčíková Kateřina Siniaková | Eri Hozumi Makoto Ninomiya    | 6–3, 6–3          | principal | principal      |
| Duplas    | Misto     | Latisha Chan Ivan Dodig               | Gabriela Dabrowski Mate Pavić | 6–1, 56–7, [10–8] | principal | principal      |

### Juvenil
| Categoria | Evento    | Campeã(s)(o/ões)           | Vice-campeã(s)(o/ões)  | Resultado      | Chave(s)  | Chave(s)       |
| --------- | --------- | -------------------------- | ---------------------- | -------------- | --------- | -------------- |
| Simples   | Masculino | Tseng Chun-hsin            | Sebastián Báez         | 7–65, 6–2      | principal | qualificatório |
| Simples   | Feminino  | Cori Gauff                 | Caty McNally           | 1–6, 6–3, 7–61 | principal | qualificatório |
| Duplas    | Masculino | Ondřej Štyler Naoki Tajima | Ray Ho Tseng Chun-hsin | 6–4, 6–4       | principal | principal      |
| Duplas    | Feminino  | Caty McNally Iga Świątek   | Yuki Naito Naho Sato   | 6–2, 7–5       | principal | principal      |

### Cadeirante
| Categoria | Evento    | Campeã(s)(o/ões)               | Vice-campeã(s)(o/ões)           | Resultado     | Chave     |
| --------- | --------- | ------------------------------ | ------------------------------- | ------------- | --------- |
| Simples   | Masculino | Shingo Kunieda                 | Gustavo Fernández               | 7–65, 6–0     | principal |
| Simples   | Feminino  | Yui Kamiji                     | Diede de Groot                  | 2–6, 6–0, 6–2 | principal |
| Duplas    | Masculino | Stéphane Houdet Nicolas Peifer | Frédéric Cattaneo Stefan Olsson | 6–1, 7–65     | principal |
| Duplas    | Feminino  | Diede de Groot Aniek van Koot  | Marjolein Buis Yui Kamiji       | 6–1, 6–3      | principal |

### Outros eventos
| Categoria        | Evento                      | Campeã(s)(o/ões)                  | Vice-campeã(s)(o/ões)          | Resultado          | Chave     |           |
| ---------------- | --------------------------- | --------------------------------- | ------------------------------ | ------------------ | --------- | --------- |
| Duplas lendárias | Masculino acima de 45 anos  | Àlex Corretja Juan Carlos Ferrero | Yevgeny Kafelnikov Marat Safin | 6–3, 6–3           | principal | principal |
| Duplas lendárias | Masculino abaixo de 45 anos | Mansour Bahrami Fabrice Santoro   | John McEnroe Cédric Pioline    | 6–1, 2–6, [12–10]  | principal | principal |
| Duplas lendárias | Feminino                    | Nathalie Dechy Amélie Mauresmo    | Kim Clijsters Nathalie Tauziat | 46–7, 6–4, [15–13] | principal | principal |